# Colostygia holli
Colostygia holli är en fjärilsart som beskrevs av Louis Beethoven Prout 1937. Colostygia holli ingår i släktet Colostygia och familjen mätare. Inga underarter finns listade i Catalogue of Life.